# Tossal del Pas
El Tossal del Pas és una muntanya de 903 metres que es troba al municipi d'Os de Balaguer, a la comarca catalana de la Noguera.
Al cim podem trobar-hi un vèrtex geodèsic (referència 253102001).